# سیارک ۸۵۸۱
سیارک ۸۵۸۱ (به انگلیسی: 8581 Johnen، نامگذاری:1996YO2) هشت هزار و پانصد و هشتاد و یکمین سیارک کشف شده‌است که در ۲۸ دسامبر ۱۹۹۶ کشف شد.
قدر مطلق سیارک برابر ۱۳٫۴۰ است.